# رافا مير
رافا مير (بالإسبانية: Rafa Mir) هو لاعب كرة قدم إسباني في مركز الهجوم، ولد في 18 يونيو 1997 في مرسية في إسبانيا. شارك مع منتخب إسبانيا تحت 21 سنة لكرة القدم. أما مع النوادي، فقد لعب مع ريال مورسيا وفالنسيا ميستايا ونادي برشلونة ونادي فالنسيا.

## وصلات خارجية
- رافا مير على موقع الاتحاد الأوربي (الإنجليزية)
- رافا مير على موقع قاعدة بيانات كرة القدم.إي يو (الإنجليزية)
- رافا مير على موقع ليكيب (الفرنسية)
- رافا مير على موقع Soccerbase.com (لاعب) (الإنجليزية)
- رافا مير على موقع Soccerway.com (الإنجليزية)
- رافا مير على موقع عالم كرة القدم.نت (الإنجليزية)
- رافا مير على موقع أوليمبيديا (الإنجليزية)
- رافا مير على موقع AS.com (الإسبانية)